# Torneo de Washington 2017
El Citi Open 2017 fue un torneo de tenis perteneciente al ATP Tour 2017 en la categoría ATP World Tour 500, y al WTA Tour 2017 en la categoría WTA International. El torneo tuvo lugar en la ciudad de Washington D. C. (Estados Unidos) desde el 31 de julio hasta el 6 de agosto de 2017.

## Distribución de puntos
| Modalidad            | Campeón | Finalista | Semifinales | Cuartos de final | 2.ª ronda | 1.ª ronda | Clasificados | 2.ª ronda de clasificación | 1.ª ronda de clasificación |
| Individual masculino | 500     | 330       | 200         | 100              | 50        | 0         | 25           | 13                         | 0                          |
| Dobles masculino     | 500     | 300       | 180         | 90               | –         | –         | 45           | 25                         | 0                          |

| Modalidad           | Campeona | Finalista | Semifinal | Cuartos de final | 2.ª ronda | 1.ª ronda | Clasificadas | 3.ª ronda de clasificación | 2.ª ronda de clasificación | 1.ª ronda de clasificación |
| Individual femenino | 280      | 180       | 110       | 60               | 30        | 1         | 18           | 14                         | 10                         | 1                          |
| Dobles femenino     | 280      | 180       | 110       | 60               | 1         | -         | -            | -                          | -                          | -                          |

## Cabezas de serie

### Individuales masculino
| Tenista               | Ranking | Preclasificada |
| Dominic Thiem         | 7       | 1              |
| Kei Nishikori         | 8       | 2              |
| Milos Raonic          | 9       | 3              |
| Grigor Dimitrov       | 10      | 4              |
| Alexander Zverev      | 11      | 5              |
| Gaël Monfils          | 16      | 6              |
| Lucas Pouille         | 17      | 7              |
| Jack Sock             | 19      | 8              |
| John Isner            | 20      | 9              |
| Nick Kyrgios          | 21      | 10             |
| Gilles Müller         | 22      | 11             |
| Mischa Zverev         | 25      | 12             |
| Juan Martín del Potro | 30      | 13             |
| Steve Johnson         | 34      | 14             |
| Kevin Anderson        | 35      | 15             |
| Ryan Harrison         | 42      | 16             |

- Ranking del 24 de julio de 2017

### Dobles masculino
| Tenista                   | Ranking | Preclasificada |
| Łukasz Kubot Marcelo Melo | 5       | 1              |
| Jamie Murray Bruno Soares | 11      | 2              |
| Bob Bryan Mike Bryan      | 16      | 3              |
| Ivan Dodig Mate Pavić     | 24      | 4              |

### Individuales femenino
| Tenista             | Ranking | Preclasificada |
| Simona Halep        | 2       | 1              |
| Kristina Mladenovic | 13      | 2              |
| Lauren Davis        | 35      | 3              |
| Julia Görges        | 39      | 4              |
| Océane Dodin        | 54      | 5              |
| Monica Niculescu    | 57      | 6              |
| Yekaterina Makarova | 59      | 7              |
| Christina McHale    | 60      | 8              |

- Ranking del 24 de julio de 2017

### Dobles femenino
| Tenista                               | Ranking | Preclasificadas |
| Sania Mirza Monica Niculescu          | 23      | 1               |
| Shuko Aoyama Renata Voráčová          | 81      | 2               |
| Mariana Duque María Irigoyen          | 198     | 3               |
| Valentini Grammatikopoulou Nao Hibino | 218     | 4               |

## Campeones

### Individual masculino
Alexander Zverev venció a  Kevin Anderson por 6-4, 6-4

### Individual femenino
Yekaterina Makarova venció a  Julia Goerges por 3-6, 7-6(2), 6-0

### Dobles masculino
Henri Kontinen /  John Peers vencieron a  Łukasz Kubot /  Marcelo Melo por 7-6(5), 6-4

### Dobles femenino
Shuko Aoyama /  Renata Voráčová vencieron a  Eugénie Bouchard /  Sloane Stephens por 6-3, 6-2